# Sindaci di Tirana
Il sindaco di Tirana (in albanese: Kryetari i Bashkisë së Tiranës) è la massima autorità politica del comune di Tirana, la capitale dell'Albania. Dalla Dichiarazione d'Indipendenza del 1912, ha avuto 47 sindaci. L'attuale sindaco è Erion Veliaj del Partito Socialista, entrato in carica a seguito delle elezioni municipali del 2015.
Il Consiglio comunale (in albanese: Këshilli Bashkiak) è composto da 61 membri. Esercita il potere legislativo di Tirana. Il municipio di Tirana è la sede del consiglio e si trova in Piazza Scanderbeg.

## Storia
Dopo l'Assemblea generale di Tirna nel 1913, Zyber Hallulli fu eletto primo sindaco di Tirana. È rimasto in carica come sindaco dal 1913 al 1914. Ali Bakiu divenne il ventesimo sindaco di Tirana. Servì dopo la seconda guerra mondiale, dal 1945 al 1947. Nel 1986, Llambi Gegprifti divenne sindaco della città, venendo scelto due volte, la seconda nel 1989.

## Elenco

### Dall'indipendenza alla caduta del comunismo[1]
| N° | Nome               | Inizio | Fine |
| -- | ------------------ | ------ | ---- |
| 1  | Zyber Hallulli     | 1913   | 1914 |
| 2  | Servet Libohova    | 1915   | 1916 |
| 3  | Ismail Ndroqi      | 1917   | 1922 |
| 4  | Ali Begeja         | 1922   | 1923 |
| 5  | Ali Derhemi        | 1923   | 1924 |
| 6  | Beqir Rusi         | 1924   | 1924 |
| 7  | Xhemal Kondi       | 1924   | 1925 |
| 8  | Fuat Toptani       | 1925   | 1927 |
| 9  | Izet Dibra         | 1927   | 1928 |
| 10 | Rasim Kallakulla   | 1928   | 1930 |
| 11 | Rexhep Jella       | 1930   | 1933 |
| 12 | Abedin Nepravishta | 1933   | 1935 |
| 13 | Qemal Butka        | 1935   | 1936 |
| 14 | Abedin Nepravishta | 1937   | 1939 |
| 15 | Qazim Mulleti      | 1939   | 1940 |
| 16 | Ali Erëbara        | 1940   | 1942 |
| 17 | Omer Fortuzi       | 1942   | 1943 |
| 18 | Halil Meniku       | 1943   | 1944 |
| 19 | Llazar Treska      | 1944   | 1945 |
| 20 | Ali Bakiu          | 1945   | 1947 |
| 21 | Ibrahim Sina       | 1947   | 1949 |
| 22 | Isuf Keçi          | 1950   | 1951 |
| 23 | Sabri Pilkati      | 1951   | 1951 |
| 24 | Peço Kagjini       | 1951   | 1952 |
| 25 | Sami Gjebero       | 1953   | 1954 |
| 26 | Ibrahim Sina       | 1954   | 1955 |
| 27 | Sami Gjebero       | 1956   | 1957 |
| 28 | Rifat Dedja        | 1958   | 1960 |
| 29 | Rexhep Guma        | 1960   | 1961 |
| 30 | Sabri Pilkati      | 1961   | 1962 |
| 31 | Rifat Dedja        | 1962   | 1964 |
| 32 | Sabri Pilkati      | 1965   | 1966 |
| 33 | Abdyl Këllezi      | 1967   | 1969 |
| 34 | Myqerem Fuga       | 1970   | 1973 |
| 35 | Ndue Marashi       | 1974   | 1975 |
| 36 | Nesip Ibrahimi     | 1976   | 1983 |
| 37 | Pjetër Kosta       | 1983   | 1984 |
| 38 | Jashar Menzelxhiu  | 1984   | 1985 |
| 39 | Llambi Gegprifti   | 1986   | 1987 |
| 40 | Leandro Zoto       | 1987   | 1989 |
| 41 | Llambi Gegprifti   | 1989   | 1990 |
| 42 | Tomor Malasi       | 1991   | 1992 |

### Repubblica d'Albania
| Sindaci di Tirana (1990–presente) |   |  |                           |      |           |                     |
|                                   | 1 |  | Sali Kelmendi (1947–2015) | 1992 | 1996      | Partito Democratico |
|                                   | 2 |  | Albert Brojka (1958–)     | 1996 | 2000      | Indipendente        |
|                                   | 3 |  | Edi Rama (1964–)          | 2000 | 2011      | Partito Socialista  |
|                                   | 4 |  | Lulzim Basha (1974–)      | 2011 | 2015      | Partito Democratico |
|                                   | 5 |  | Erion Veliaj (1979–)      | 2015 | in carica | Partito Socialista  |